# Wu Di
 Wu Di  (nacido el 14 de septiembre de 1991) es un tenista profesional chino, nacido en la ciudad de Shanghái.

## Carrera
Su mejor ranking individual es el Nº 152 alcanzado el 4 de abril de 2016, mientras que en dobles logró la posición 270 el 11 de abril de 2016.
No ha logrado hasta el momento títulos de la categoría ATP ni de la ATP Challenger Tour, aunque sí ha obtenido varios títulos Futures tanto en individuales como en dobles.

### Copa Davis
Desde el año 2009 es participante del Equipo de Copa Davis de China. Tiene en esta competición un récord total de partidos ganados/perdidos de 11/7 (11/7 en individuales y 0/0 en dobles).